# Boss Hoss

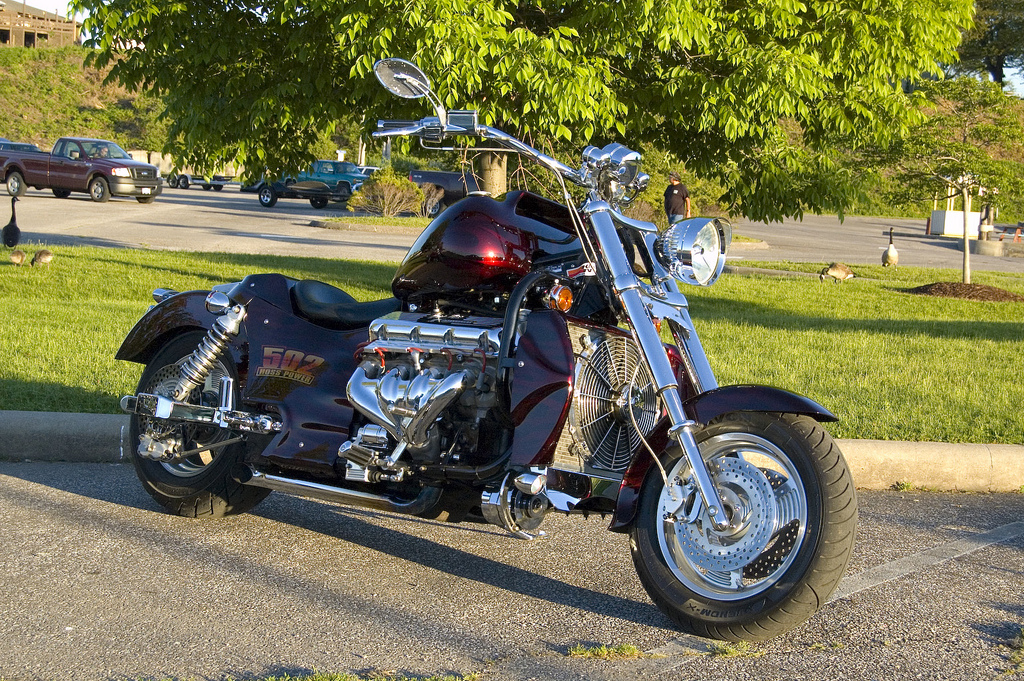

Boss Hoss — компанія виробник мотоциклів з багатоциліндровими двигунами великою ємністю. Розташована в м. Даєрсбург, штат Теннессі (США)

## Історія
Батьківщиною цих монстрів є штат Техас. Компанія «Boss Hoss Cycles» була заснована в 1990 році Монте Варном[хто?]. Початок усьому поклав двигун Chevy V8 об'ємом 5,7 літра, встановлений в раму мотоцикла. Такого типу мотори встановлюють на мускул-кар[що?]. Мотоцикл вийшов досить незвичайний. Посилення попиту на дивовижну техніку дало неабиякий зріст у розвитку підприємства. Значно були змінені гальма, внесені доопрацювання у багато деталей. Модельний ряд Boss Hoss налічує близько двадцяти мотоциклів, включаючи трайк. Кожна модель цієї марки індивідуальна й зібрана під замовлення. На змаганнях на найгучніший вихлоп Boss Hoss став переможцем.
Мотоцикл добре збалансований і має низький центр тяжіння, тому він дуже легкий в управлінні. Стійкий через те, що впирається боковинами двигуна. Мотоцикли Boss Hoss — це ексклюзивні екземпляри ручної роботи, що виготовляються тільки під замовлення, з індивідуальною колірною гамою та комплектацією під бажання кожного клієнта. Офіційно існує близько двох десятків «моделей» Boss Hoss, які градируються за роками і охоплюють як мотоцикли, так і трайк.

## Технічні характеристики
У 2005 році компанія Boss Hoss випустила модель BHC-3 № 502, яка була круїзерів[що?] з гігантським двигуном. Робочий об'єм силового агрегату становив 8200 куб. см. 4-тактний V-подібний двигун моделі мав 8 циліндрів. Охолодження двигуна здійснювалося рідиною. Двигун працював зі ступенем стиснення 9,6: 1. Модель була оснащена карбюратором Quadrajet 850cfm і потужною вихлопною системою з двома глушниками. Максимальна потужність двигуна становила 502 кінські сили. Передача крутного моменту на заднє колесо здійснювалося ременем. Передня підвіска була представлена перевернутою вилкою, регульованою за мірою попереднього навантаження пружини. Діаметр її пір'я становив 63 мм. Задня підвіска, регульована за ступенем попереднього навантаження пружини, мала два амортизатори. Суха маса моделі дорівнювала 589,7 кг. Висота мотоцикла по сідла становила 724 мм, а довжина колісної бази дорівнювала 2083 мм. Діаметр переднього колеса дорівнював 16 дюймів, а діаметр заднього — 15 дюймів. Розмір передньої шини становив 130*90*16, а розмір задньої — 230*60*15. Загальна ширина мотоцикла складала 787 мм. Висота дорожнього просвіту становила 114 мм, а обсяг бензобака — 32,17л.